# Colobothea subtessellata
Colobothea subtessellata är en skalbaggsart som beskrevs av Bates 1865. Colobothea subtessellata ingår i släktet Colobothea och familjen långhorningar. Inga underarter finns listade i Catalogue of Life.